# Mahant
Mahant désignait dans le sikhisme un responsable d'un gurdwara, le temple sikh, notamment au Penjab, pays où il y a de nombreux gurdwaras importants, cela aux XVIIIe et XIXe siècles. Le terme littéralement signifie : responsable d'un math, terme hindou qui signifie monastère. Le problème a été qu'à cette époque les propriétaires des gurdwaras, l'étaient de père en fils avec souvent un but non pas religieux dans la gestion du temple, mais purement lucratif. La loi de 1925 connue sous l’appellation de: Acte sur les Gurdwaras de 1925 a remis de l'ordre dans les temples et notamment a réalisé des expropriations afin de faire régner la religion plutôt que l'argent au sein des communautés sikhes. Depuis la plupart des sikhs n'utilisent plus dans le langage courant ce mot. Aujourd'hui les granthis s'occupent avec foi des gurdwaras.